# Jheri curl

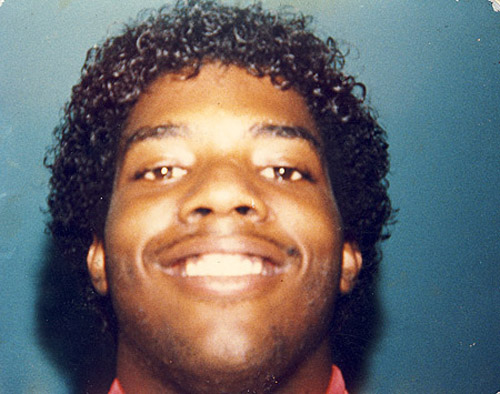
En man med jheri curl-frisyr.

Jheri curl är en krullig frisyr som ser våt ut. Den var populär bland afroamerikaner i framförallt USA under 1970- och 1980-talet. Frisyren är uppkallad efter den amerikanske frisören och kemisten Jheri Redding.